# 웨카
웨카(Weka) 또는 웨카뜸부기는 뜸부기의 일종으로, 뉴질랜드에 사는 고유종이다. 보존을 위해 많은 노력을 기울이고 있으나, 서식지만 점점 줄어들고 있다.

## 같이 보기
- 날지 못하는 새
- 뜸부기과